# Ли Лин
Ли Лин (на китайски: 李陵; на пинин: Lǐ Líng) е китайски военачалник, служил на империята Хан, а по-късно на държавата на хунну.

## Биография
Той е роден в Чъндзи (днес Тиеншуей в провинция Гансу) и е внук на известния военачалник Ли Гуан. Започва кариера в армията и император Хан Уди го издига на важни постове по северната граница, където се води продължителна война срещу хунну. Начело на значително китайско подразделение, през 99 година пр.н.е. Ли Лин претърпява тежко поражение от хунския шанюй Циедихоу, след което се предава на противника. Дезертирането на Ли Лин предизвиква шумен и продължителен скандал в императорския двор, за който са запазени много подробности, тъй като в него е въвлечен лично хронистът Сима Циен.
Циедихоу го жени за своя дъщеря и му възлага държавни постове, сред които може би е управлението на част от северните области на държавата. Столетия по-късно владетелите на енисейските киргизи извеждат своето родословие именно от Ли Лин.
През 40-те години в Хакасия в Южен Сибир са извършени археологически разкопки на т.нар. Ташебински дворец, голяма сграда в китайски стил от 1 век пр.н.е. Археолозите, извършили разкопките, свързват съоръжението с пребиваването на Ли Лин при хунну, макар че няма преки свидетелства за такава връзка.
Ли Лин умира през 74 година пр.н.е..